# 高畑こと美
高畑 こと美（たかはた ことみ、1986年11月22日 - ）は、日本の女優。東京都出身。身長164cm。血液型はAB型。ノックアウト所属。母親は劇団青年座の女優・高畑淳子。異父弟は俳優の高畑裕太。遠戚の三従姉妹は北川景子。

## 来歴
日本大学芸術学部演劇学科演技コース卒業。大学4年の時に受けた舞台『鴨川ホルモー』のオーデションに合格したことで2009年に女優としてデビュー。
2017年の9月でそれまでの事務所を退社してフリーになった。

## 出演

### 舞台
- 『鴨川ホルモー』（2009年5月 - 6月、吉祥寺シアター ほか）- 三好亜理紗 役
- サスペンデッズ第7回公演 『夜と森のミュンヒハウゼン』（2009年9月、三鷹市芸術文化センター） - サキ 役
- tpt第73回公演 『キレイじゃなきゃいけないワケ』（2009年12月 - 2010年1月、ザムザ阿佐ヶ谷）
- 44プロデュース 『フツーの生活 -沖縄編-』（2010年10月、紀伊國屋ホール）
- ONEOR8第24回公演 『絶滅のトリ』（2010年9月 - 10月、シアタートラム）
- Habaneraプロデュース 『ロゼット』（2010年12月、東京芸術劇場小ホール1） - 美晴 役
- こまつ座第93回公演 『日本人のへそ』（2011年3月、シアターコクーン）
- tpt第79回公演 『大と小』（2011年9月、上野ストアハウス）
- 江戸糸あやつり人形座公演 『コーカサスの白墨の輪』（2012年1月、伝承ホール） - グルシャ 役
- KAAT NIPPON文学シリーズ 『耳なし芳一』（2012年4月、神奈川芸術劇場）
- ACM劇場プロデュース公演 『キャッシュ・オン・デリバリー』（2012年6月、水戸芸術館）
- 劇団東京フェスティバル 『泡』（2012年7月、下北沢OFFOFFシアター）
- タカハ劇団 『世界を終えるための、会議』（2013年1月、下北沢駅前劇場）
- 地人会新社第2回公演 『根っこ』（2013年4月、赤坂REDTHEATER）
- 明治座8月公演 『巴御前』（2013年8月、明治座）
- 2014シアターグリーンプロデュースNOMUZUプロジェクト第二回公演「どーしんぼの浜」（2014年6月、シアターグリーン BOX in BOX THEATER）
- 曇天に笑う（2015年2月21日 - 3月1日、天王洲 銀河劇場） - 佐々木妃子 役
- ロミオとジュリエット（2025年9月20日 - 28日〈予定〉、水戸芸術館 ACM劇場）[6]

### 映画
- 蜘蛛の糸（2013年4月、カエルカフェ） - 鬼 役
- おけちみゃく（2019年1月、カエルカフェ） - 鬼 役
- 風よ あらしよ 劇場版（2024年2月、太秦） - 尾竹紅吉 役[7]

### テレビドラマ
- Mother 第6話（2010年5月、日本テレビ）
- 月曜ゴールデン「看取りの医者 バイク母さんの往診日誌」（2011年12月、TBS）
- とんび 後編（2012年1月、NHK総合） - 受付の女性 役
- 水曜ミステリー9「介護ヘルパー紫雨子の事件簿」（2012年6月、テレビ東京） - 美幸 役
- 大河ドラマ「軍師官兵衛」（2014年1月、NHK総合） - お菊 役
- 癒し屋キリコの約束（2015年9月、東海テレビ） - タマ子 / ルーシー玉木 役
- プリズム（2022年、NHK総合） - 長崎ひとみ 役
- 風よ あらしよ（2022年、NHK BS8K・BSP・BS4K） - 尾竹紅吉 役

### ラジオ
- 青春アドベンチャー「魔岩伝説」（2011年5月30日 - 6月17日、NHK-FM）[8]
- FMシアター「包帯クラブ ルック・アット・ミー！」（2023年10月21日・28日、NHK-FM） - ワラ 役[9]